# Sant Fulrat
Sant Fulrat. Catorzè abat de Sant Dionís de París, nascut a l'Alsàcia, on els seus pares tenien grans béns, i segons Augustin Calmet, a la vila de Sant Hipòlit, a 4 llegües de Colmar. Alguns, confonent-lo amb Fulrad, abat de Sant Quintí de Vermandois, l'han fet parent de l'emperador Carlemany.
Des de la seva infantesa es va distingir per la seva virtut i el seu talent, obrint-se amb els seus mèrits el pas a les més altes dignitats. Sent ja abat de Sant Dionís, fou encarregat l'any 751 per Pipí I el Breu d'anar a Roma amb Sant Burcart, arquebisbe de Würsburg, per consultar el papa Zacaries sobre la disposició que s'havia de fer del tron.
Durant el regnat de Pipí I va gaudir de l'estima del rei i de tot França. Fou nomenat conseller reial, capellà del palau, arxiprest dels regnes d'Austràsia, Borgonya i Nèustria, i gran almoiner del regne. Aquest últim càrrec també l'exerci en els dies de Carloman I i Carlemany. Quant el papa Esteve II demanà a Pipí I socors contra les audàcies del rei llombard, Aistulf, el rei de França, després d'haver humiliat el llombard, li va enviar a sant Fulrat per arribar a un acord, obtenint la restitució de l'exarcat de Ravena i la Pentàpolis. Aistulf es negà a complir el tractat, però vençut novament, es va veure obligat a restituir 20 ciutats, i san Fulrat, que pel seu encert polític havia aconseguit tan bones condicions, va portar a Roma les claus d'aquestes ciutats i les va dipositar a la tomba de sant Pere com a donació feta a l'església. Així van entrar en mans del Summe Pontífex, Ravena, Pésaro, Rímini, Cesena, etc.
Encara es conserva una butlla donada pel papa Esteve el 16 de febrer de 752, autoritzant Fulrat per construir monestirs a les seves terres. Fulrat en va fundar sis i aixecà un gran nombre d'esglésies. Mort Aistulf, va haver d'encaminar-se de nou a Itàlia per fer desistir Desideri, el seu successor, de l'afany que tenia de recobrar els territoris anteriorment perduts.
Un altre cop més va haver el Papa que reconèixer la seva habilitat diplomàtica. Fulrat va assistir a l'assemblea d'Attigny-sur-Aisne, on la noblesa de França el va fer objecte de l'estima més profunda. El 777 escrivia el seu testament a Heristal, deixant tots els seus béns, esglésies, monestirs, etc., a l'abadia de Sant Dionís.

## Mort
La seva mort va tenir lloc el 16 de juliol de 784, essent l'únic dels abats de Sant Dionís que té el títol de sant. Alcuí de York va fer el seu epitafi, i se'l va enterrar a l'església de la seva abadia; però fou traslladat més tard a Liepvre, on se l'honora el 17 de febrer.

## Els monestirs
Dos dels monestirs que va fundar eren a Alsàcia; l'un a Andaldevillers, anomenat també de Sant Hipòlit per haver-hi portat el fundador les relíquies d'aquest màrtir, i l'altre va prendre el nom del sant i es va anomenar primer Fulradvillers, i més tard Leberan o Liepvre, a l'església del qual encara es veien al segle XVIII els retrats del sant i de l'emperador amb les corresponents inscripcions. Aquests monestirs van ser priorats de Sant Dionís fins que al segle XV els ducs de Lorena els van cedir a la col·legiata de Sant Jordi de Nancy.